# Teratophyllum articulatum
Teratophyllum articulatum là một loài thực vật có mạch trong họ Lomariopsidaceae. Loài này được (Fée) Kuhn miêu tả khoa học đầu tiên năm 1869.